# László Dezső (egyházi író)
László Dezső (Számos álneve ismeretes.)
(Sepsiszentgyörgy, 1904. július 12. – Kolozsvár, 1973. november 15.) társadalomtudományi és egyházi író, szerkesztő. László Ferenc régész (1873–1925) fia, László Ferenc zenetudós (1937–2010) apja. Testvérei: László Endre jogász, László Zoltán újságíró, László Kálmán mikológus.

## Életútja
Középiskoláit a Székely Mikó Kollégiumban (1922), református teológiai tanulmányait Kolozsvárt (1922–26) és a skóciai Glasgow-ban (1926–27) végezte. Teológiai szenior (1927–29), egyházkerületi ifjúsági utazótitkár (1927–32), majd a kolozsvári református kollégium vallástanára (1932–40). Teológiai magántanár 1937-től, a belvárosi egyházközség lelkipásztora Kolozsvárt (1940–57). A magyar országgyűlésben képviselő (1941–44).
Az egyházmegye esperese, egyházkerületi generális direktor (1947–57). Koholt vádak alapján szabadságától megfosztották (1952) s a Duna-deltát a Fekete-tengerrel összekötő csatornánál dolgozott, majd 1957-ben újra letartóztatták, és öt évet töltött börtönben. 1962-től Markos Andrással együtt újrarendezte a még 1918-ban feldúlt egyházkerületi levéltárat (1961–67), majd ismét Kolozsvár-belvárosában lelkipásztor (1972-ig), s a református zsinat egyházalkotmányi bizottságának elnöke.
Teológiai gondolkodóként a Karl Barth nevéhez fűződő újreformátori irányzat képviselője. Szellemi hagyatékának leltára szerint életében 910 írása jelent meg, 140 munkája maradt kéziratban; 1172 prédikációját, illetve bibliamagyarázatát írta le, ezek egy része a Református Szemle hasábjain megjelent. Az Erdélyi Fiatalok című főiskolás lap egyik alapítója (1930–40), majd a Kiáltó Szó című református folyóirat szerkesztője (1941–44), az Ifjú Erdély, Pásztortűz, Ellenzék, Erdélyi Múzeum, Székely Nép, Református Szemle munkatársa.
Komoly gyakorlata volt az ifjúság nevelésében. 1924-től az Ifjú Erdély legaktívabb munkatársa, itt jelent meg első cikke. Már két kötet, a Bethlen Gábor keresztyén élete és Az Erdélyi Református Egyház története szerzője, amikor a kolozsvári magyar főiskolások mozgalmát elindító, az 1929-es nemzedéket szervező Jancsó Béla felkéri: legyen az Erdélyi Fiatalok felelős szerkesztője. Ezt a szerepkört s a vele járó munkát azután is vállalta, miután az eszmei irányítást végző Jancsó Béla befejezte az egyetemet. Célkitűzéseik ugyanis egybeestek: mindketten a kisebbségi helyzetben felnőtt erdélyi magyar ifjúság létkérdéseinek tisztázását tartották elsőrendű kötelességüknek. Jellemző erre a felfogásra, hogy a szerkesztő a Tizenegyeket követő írónemzedéket felsorakoztató Új arcvonal (Kolozsvár, 1931) című antológiában A kisebbségi élet ajándékai című tanulmányával mutatkozott be, s az 1930-as évek korrajzává szélesedő visszaemlékezésében az Erdélyi Fiatalok csoportját így jellemzi: "Meggyőződésünk szerint az akkor legjobbat akartuk: egyéni és közösségi öntudatra ébreszteni a fiatalságot, eléje tárni saját maga, népe, országa és a világ kérdéseit, egy vajúdó világ egyre több erővonalát" (Korunk 1973/6).
Érdeklődésében az 1930-as évek elején szervesen összefonódott a történelmi múlt átértékelése és a korszerű gondolkodást megalapozó eszménykeresés. Reálisan látó nagy magyarok családfája című írásában így vall: "Makkai Sándor Ady-könyve megismertetett Ady modern kritikai magyarságával. Adyval egy lépést tettem, és próféciája általánosságaiból Szabó Dezső részletekbe világító zsenijének fénykörébe jutottam. Tetszett nekem ez az ember, aki a világháború után a legkritikusabb és legegyetemesebb magyarságot jelentette. Miután a jelenben megtaláltam az élő magyarság összes kérdéseinek reális és kritikai szemléletét, s megláttam, hogy ez a nemzetszemlélet még mindig idegen ... annak a látásnak történelmi igazolást kerestem..." (Erdélyi Fiatalok 1934/II). Ebből az igazolás-keresésből születtek meg azon tanulmányai, amelyekben rendre felfedezte nemzedéke számára Bethlen Gábort, Zrínyi Miklóst, Széchenyi Istvánt, Eötvös Józsefet. Az Erdélyi Fiatalok kiadásában megjelent köteteiben (Akarom: tisztán lássatok; A siető ember) ezen tanulmányait adta közre.
Az 1930-as évek második felében a kisebbségi életmodell kidolgozásának igénye adta kezébe a tollat. Miután felismerte, hogy a kisebbségi sorsban a régi magyar élet formái, intézményei, szelleme nem tarthatók fenn, s hogy sem a pesszimista álláspont, sem az építő szándék nélküli kritikai magatartás nem vezet eredményre, új kisebbségi ideológiáért száll síkra. Erdélyi Fiatalokbeli tanulmányai 1935 és 1940 között jórészt ezt a célt szolgálták, már maguk a címek is eligazítóak: A kisebbségi élet (1935/III); A rög alatt (1936/II); Bomlás vagy egység? (1937/II); Az erdélyi élet útja (1937/III); A kisebbségi magyarság ifjúsági problémája (1937/III); Balázs Ferenc a transzilvanizmus szolgálatában (1938/I); Világnézetünk apológiája (1938/I); Új erdélyi tájékozódás (1939/I). Az értékvédő és értékteremtő munkát állítja a kisebbségi élet megszervezésének középpontjába, melynek "sem világnézeti, sem felekezeti, sem korkülönbség nem lehet a gátolója".

## Kötetei
- Bethlen Gábor keresztyén élete (Élő Könyvek 12. Kolozsvár, 1929);
- Az Erdélyi Református Egyház története (Élő Könyvek 13. Kolozsvár, 1929);
- Értelem, erő, akarat (nevelési program, Kolozsvár, 1931);
- Akarom: tisztán lássatok (Széchenyi István és a magyar jelen. Kolozsvár, 1931);
- Amíg a diákból tanár lett (Tanári székfoglaló beszéd. Kolozsvár, 1934);
- Két tűz között (A modern magyar irodalom és a református egyház. Kolozsvár, 1935);
- Mit cselekedjem? (a lelkészi szolgálat vezérfonala, Kolozsvár, 1935);
- A siető ember (Tanulmányok a magyar múltból. Kolozsvár, 1935);
- Az anyaszentegyház élete és szolgálata (Kolozsvár, 1938);
- Reményik és Ady (Nagyvárad, 1941);
- Ige-hit-egyház (Kolozsvár, 1943);
- Magyar önismeret (Cikkek, tanulmányok, előadások. Sepsiszentgyörgy 1944);
- Kegyelemből a hit által (Vásárhelyi Jánossal, Nagyenyed 1947);
- Őt hallgassátok (Borbáth Dániellel és Tőkés Istvánnal, Kolozsvár, 1975);
- A magyar református lelkipásztor a történelemben. XVI. sz. (Kolozsvár, 1992).